# 奧斯汀鎮區 (阿肯色州康韋縣)
奧斯汀鎮區（英語：Austin Township）是位於美國阿肯色州康韋縣的一個行政鎮區。

## 地方資料
奧斯汀鎮區的面積為57.47平方千米，當中陸地面積為57.20平方千米，而水域面積為0.27平方千米。根據2010年美國人口普查的數據，當地共有人口337人，而人口密度為每平方千米5.86人。